# William Nicol

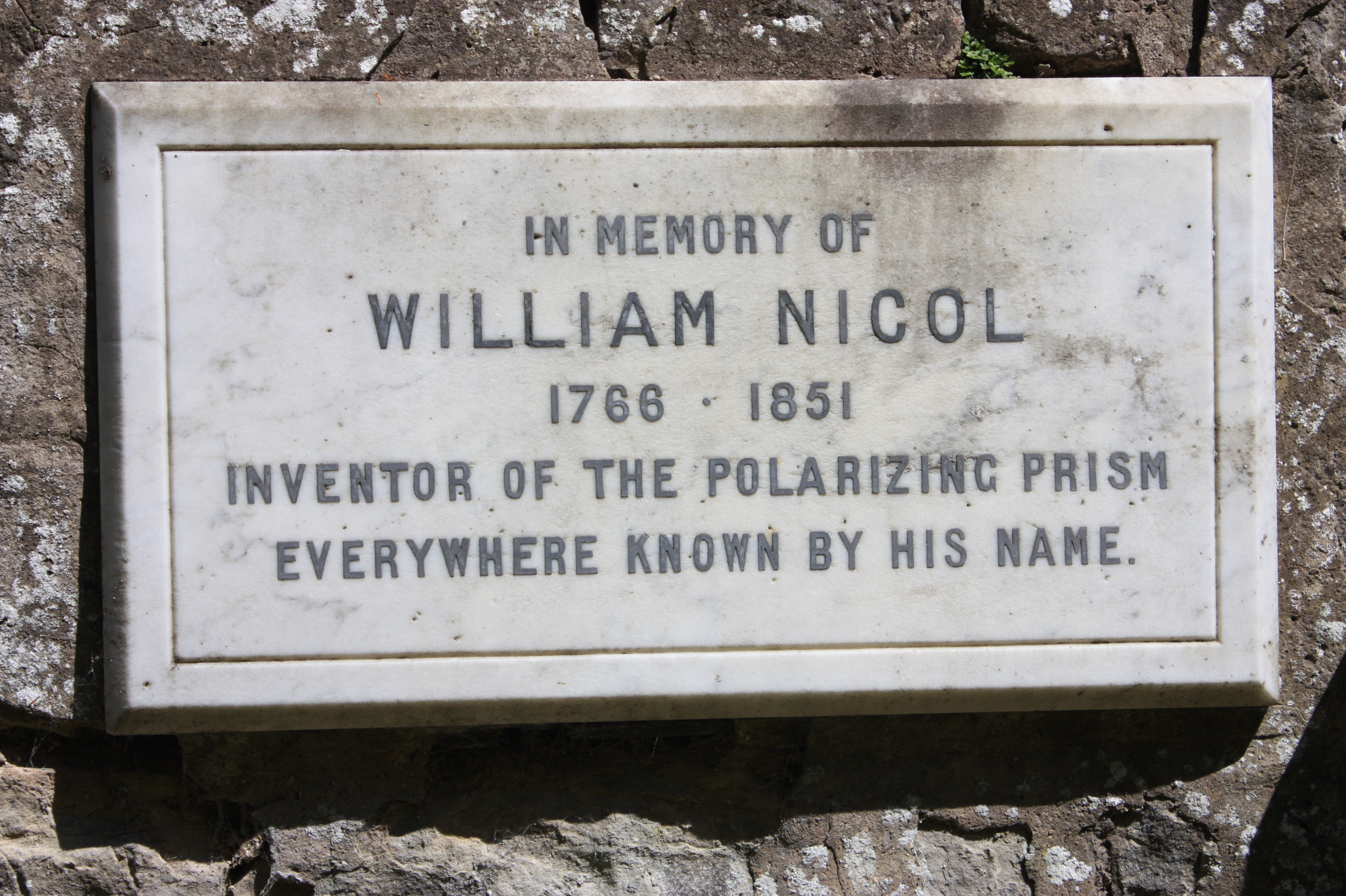
Widmung im Friedhof Warriston Cemetery, Edinburgh

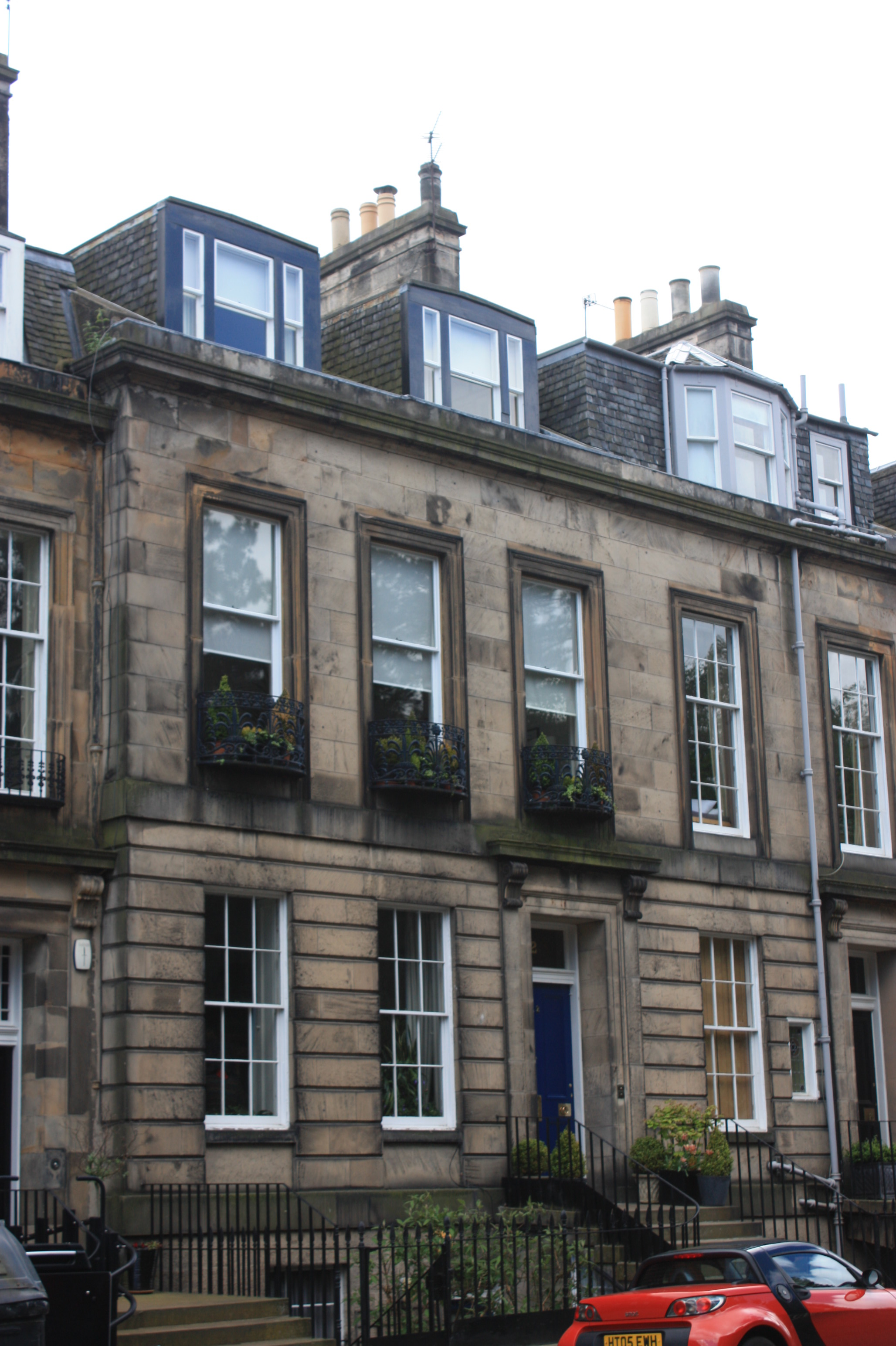
Nicols Wohnhaus in Edinburgh

William Nicol (* um 1768 in Humbie, East Lothian in Schottland; † 2. September 1851 in Edinburgh) war ein britischer Physiker und Geologe.

## Leben
Nicol war als Physiklehrer in Edinburgh tätig. Er führte mikroskopische Untersuchungen an Dünnschliffen von Kristallen und fossilen Hölzern sowie Studien an polarisiertem Licht durch. 1838 wurde er zum Fellow der Royal Society of Edinburgh gewählt.
1828 erfand er das nach ihm benannte nicolsche Prisma, ein Polarisationsprisma aus einem geschnittenen Kalkspatkristall, der mit Kanadabalsam zusammengeklebt ist. Daneben befasste er sich noch mit der mikroskopischen Struktur der verschiedenen Arten versteinerten Holzes.
Neben dem Prisma sind der Meeresrücken Dorsum Nicol auf dem Erdmond und die Felsvorsprünge Nicol Crags im ostantarktischen Coatsland nach ihm benannt.